# Daniil Bokun
Daniil Bokun (belarussisch Данііл Бокун, russisch Даниил Бокун; * 24. Juli 1996 in Minsk) ist ein belarussischer Eishockeyspieler, der seit 2021 erneut beim HK Schachzjor Salihorsk in der belarussischen Extraliga unter Vertrag steht.

## Karriere
Daniil Bokun begann seine Karriere als Eishockeyspieler in seiner Heimatstadt im Jugendverein SDYUSHOR Minsk. Ab 2012 spielte er für die zweite Mannschaft des HK Schachzjor Salihorsk in der belarussischen Wysschaja Liga, der zweithöchsten Spielklasse des Landes. In der Folgesaison wurde er dann in der ersten Mannschaft in der Extraliga eingesetzt. Zudem spielte er, wie auch 2014/15, auch für Dinamo-Schinnik Babrujsk in der russisch dominierten Juniorenliga Molodjoschnaja Chokkeinaja Liga. 2015 kehrte er für ein Jahr nach Salihorsk zurück und spielte neben seinen Einsätzen in der Wysschaja Liga, die er mit dem Team gewann, auch mit der belarussischen U20-Auswahl in der Extraliga. Nachdem er 2016 von den Johnstown Tomahaks beim Draft der United States Hockey League in der zehnten Runde als insgesamt 158. Spieler ausgewählt worden war, wagte er für ein Jahr den Sprung über den Großen Teich. Anschließend kehrte er erneut nach Salihorsk zurück und spielte dort bis 2019 vorwiegend in der Extraliga und wechselte dann zum HK Junost Minsk, mit dem er 2020 belarussischer Meister wurde. Von 2018 bis 2020 kam er zudem für den HK Dinamo Minsk auf 24 Einsätze in der Kontinentalen Hockey-Liga. 2020/21 spielte er für den HK Dynamo Sankt Petersburg in der Wysschaja Hockey-Liga und kehrte anschließend zum HK Schachzjor Salihorsk in die Extraliga zurück.

### International
Für Belarus nahm Bokun im Juniorenbereich an den U20-Weltmeisterschaften der Division I 2015, als der Aufstieg gelang, und der Top-Division 2016 teil.
In der Spielzeit 2017/18 debütierte er in der belarussischen Nationalmannschaft und nahm 2019 in der Division I, wo ihm mit den Belarussen der Aufstieg gelang, teil. Dieser konnte wegen der weltweiten Covid-19-Pandemie jedoch erst 2021 wahrgenommen werden, als Bokun aber nicht zum Kader gehörte.

## Erfolge und Auszeichnungen
- 2016 Gewinn der Wysschaja Liga mit dem HK Schachzjor Salihorsk
- 2020 Belarussischer Meister mit dem HK Junost Minsk

### International
- 2015 Aufstieg in die Top-Division bei der U18-Weltmeisterschaft der Division I, Gruppe A
- 2019 Aufstieg in die Top-Division bei der Weltmeisterschaft der Division I, Gruppe A